# Por Álava a Compostela
Por Álava a Compostela que tiene por subtítulo Un ruta europea: del paso de San Adrián al Ebro, es una obra de estilo histórico escrita por la profesora de la Universidad del País Vasco, Micaela J. Portilla.

## Sinopsis
A lo largo de sus páginas, Micaela Portilla presenta una combinación de fotografías y textos explicativos que ilustran los diferentes pueblos y paisajes que se encuentran en esta ruta histórica, por los que discurre el camino de Francia que va a Santiago de Compostela y que cruza Álava que como su nombre indica, comienza en el túnel de San Adrián, pequeño túnel que atraviesa la montaña del macizo de Aizcorri y termina en las Conchas de Haro, paso natural del rio Ebro hacia La Rioja. 
La ruta alavesa tiene dos momentos de pujanza. La primera, antes del siglo XI, fue paso de peregrinos mientras las tierras de las riberas navarra y riojana y los caminos abiertos de la Meseta se encontraban en poder musulmán. La segunda, comienza en el siglo XIII, como alternativa a la ruta navarra, enlazando con Burgos y las riberas castellanas del Ebro.

## Contenido
Editada y publicada por la Diputación Foral de Álava, en 1991 en Vitoria, la obra se divide en varias secciones que detallan distintos aspectos del recorrido:
- Introducción histórica: Un repaso a la historia del Camino de Santiago y su importancia en la región de Álava.
- Descripción del recorrido: Un análisis detallado de cada tramo del camino, desde el paso de San Adrián hasta el Ebro, incluyendo descripciones de los pueblos, monumentos y paisajes.
- Fotografías y mapas que ayudan a visualizar el recorrido y los puntos de interés.
- Análisis cultural y arquitectónico: Un estudio de los elementos culturales y arquitectónicos que se encuentran a lo largo del camino, destacando su relevancia histórica y artística.

## Publicación
Por Álava a Compostela fue editado y publicado por la Diputación Foral de Álava en 1991 en Vitoria. Consta de 343 páginas y está escrita en español. Es una referencia importante para conocer el Camino de Santiago y para quienes tienen interés en la Historia y cultura de la provincia de Álava Este libro es considerado una obra fundamental para entender el paso del Camino de Santiago por Álava. La detallada investigación de Portilla, y la riqueza de sus descripciones hacen de esta obra una fuente valiosa para personas historiadoras, peregrinas y amantes de la cultura.